# UHF - I vidioti
UHF - I vidioti (The Vidiot from UHF) è un film commedia del 1989 diretto dal manager musicale Jay Levey. Tra gli attori ci sono "Weird Al" Yankovic, Emo Philips, Michael Richards, Victoria Jackson, Kevin McCarthy e altri. Tutto il film include parecchie citazioni e scene da film famosi, tra cui Via col vento, Il tesoro della Sierra Madre e Quinto potere. Alcuni film vennero parodiati in UHF, tra cui I predatori dell'arca perduta, Gandhi, Incontri ravvicinati del terzo tipo e Rambo.

## Trama
George Newman ha un'iperattiva immaginazione che lo conduce sempre a perdere ogni lavoro che ha.
Dopo l'ennesimo licenziamento, avvenuto dal "Big Edna's Burger World", suo zio Harvey Bilchik vince a poker l'atto di proprietà di Canale 62, una stazione televisiva UHF sull'orlo del fallimento. Harvey decide di dare il controllo della stazione al disoccupato George.
George e il suo migliore amico Bob incontrano lo staff di Canale 62, tra cui la segretaria e aspirante giornalista Pamela Finklestein, il cameramen nano Noodles MacIntosh, l'eccentrico tecnico Philo e il nuovo uomo delle pulizie Stanley Spadowski, il quale era stato licenziato dalla stazione VHF rivale Canale 8. Sebbene George crei nuovi show, tra cui il programma per bambini Il circolo di Zio Picchiatello ("Uncle Nasty's Playhouse" nell'originale) condotto da lui stesso, l'insuccesso e i debiti della stazione aumentano. Tra lo stress, George dimentica il compleanno della fidanzata Teri, la quale rompe con lui a causa di questo fatto. Scoraggiato, George dà a Stanley l'incarico di condurre il programma, così lui e Bob vanno a bere in un bar. Arrivati nel bar, scoprono che tutti i clienti guardano con interesse le buffonate di Stanley su Canale 62. Rendendosi conto di aver tra le mani una possibilità, George e Bob elaborano nuove idee per nuovi show da mettere nel palinsesto di Canale 62, capeggiate dal nuovo programma reintitolato Il circolo di Stanley Spadowski ("Stanley Spadowski's Playhouse" nell'originale).
Mentre la popolarità di Canale 62 cresce, il tirannico proprietario di Canale 8 R.J. Fletcher diventa furioso a causa del successo della stazione televisiva. Poi scopre che Harvey è il proprietario della stazione e che aveva perso una grande somma di soldi al gioco. Fletcher fa ad Harvey la proposta di coprire il suo debito in cambio della proprietà di Canale 62, in cui dopo vorrebbe raderla al suolo perché legalmente non può possedere due stazioni televisive nella stessa città. George scopre l'accordo e chiama sua zia, la quale costringe il marito a rimandare l'accordo, permettendo a George di avere il tempo di guadagnare i soldi del debito con delle azioni in vendita tramite una maratona televisiva.
La maratona televisiva comincia con successo, guidata dalla illimitata energia di Stanley, ma Fletcher manda i suoi scagnozzi a rapire Stanley. Senza Stanley, la maratona televisiva si blocca. George guida un gruppo di salvataggio per infiltrarsi a Canale 8 per salvare Stanley. Poi ritornano in tempo per finire con successo prima che il debito di Harvey venga saldato, salvando la stazione e facendone una società di proprietà pubblica. Intanto Fletcher, a causa di un filmato diffamatorio registrato e trasmesso da Philo e a causa della sua licenza di trasmissione non rinnovata, perde la sua stazione televisiva. Alla fine del film, George e Teri riavviano la loro relazione mentre lo staff e gli appassionati di Canale 62 festeggiano.

## Produzione
La Orion Pictures volle cambiare il titolo del film per la pubblicazione internazionale perché sentivano che il titolo UHF non aveva significato in altri paesi, le cui bande televisive hanno designazioni diverse. Yankovic suggerì il nome The Vidiot. La Orion decise che avevano bisogno di connettere il titolo originale con quello internazionale, così il titolo internazionale fu The Vidiot from UHF, mentre in Italia il titolo fu UHF - I vidioti. In Gran Bretagna il titolo rimase quello originale, mentre in Messico il titolo fu Los Telelocos.
Incapace di ottenere i diritti per usare Kung Fu Fighting, per la scena che mostrava Zio Harvey che riceveva una minacciosa telefonata mentre si stava rilassando in piscina, Yankovic scrisse un breve brano rock intitolato Let Me Be Your Hog.

### Cast
Yankovic menziona nei commenti che originariamente il ruolo di Philo era previsto per Joel Hodgson, ma quest'ultimo rifiutò. Il ruolo fu offerto anche a Crispin Glover, ma anche questi rifiutò.
Secondo i commenti di Yankovic, Ginger Baker fece le audizioni per la parte del barbone. Menzionò anche che Crispin Glover mostrò interesse per il ruolo del venditore d'auto Crazy Ernie, ma Jay Levey rifiutò perché non poteva vederlo per quel ruolo.
Il comico Emo Philips fa un cameo nel film interpretando Joe Early. Il Dr. Demento fece un breve cameo interpretando il "mangiatore di panna montata" durante un segmento de Il circolo di Stanley Spadowski.
A causa della prematura morte di Trinidad Silva, parte del film fu riscritta. Il film è dedicato alla sua memoria.

## Censura
Negli Stati Uniti il film è stato classificato PG-13 dall'MPAA, mentre in Italia è stato classificato V.M. 12.

## Accoglienza
Secondo l'episodio di Behind the Music in cui è apparso Yankovic, UHF godeva di una delle proiezioni di prova di maggior successo nella storia della Orion Pictures. UHF uscì nelle sale il 21 luglio 1989 con la speranza che sbancasse il botteghino. Le critiche furono però negative e UHF venne ombreggiato da altri film come Tesoro, mi si sono ristretti i ragazzi, Arma letale 2, Batman e Indiana Jones e l'ultima crociata. Al botteghino statunitense incassò comunque 6,1 milioni di dollari a fronte di un budget di 5 milioni.
Col tempo UHF divenne un cult. Dopo molte richieste dai fan, il film venne proiettato anche in Europa (anche in Italia, col titolo di UHF - I vidioti) e in Nord America su DVD dalla MGM dal 2002. Nell'edizione in DVD, oltre al film, sono comprese alcune scene tagliate e un commento di Yankovic sul film.

## Colonna sonora
Lo stesso anno Yankovic pubblicò uno pseudo album-colonna sonora intitolato UHF-Original Motion Picture Soundtrack and Other Stuff, il quale comprende alcuni brani del film e canzoni inedite.

## Scene tagliate
L'edizione in DVD include una selezione di scene tagliate del film, ottenute da un nastro in VHS che, secondo Yankovic, era nascosto da qualche parte in casa sua. Le scene sono:
- Una breve scena in cui Raul viene attaccato dai suoi barboncini durante il telethon. Questa scena era incompiuta a causa della prematura morte dell'attore.
- Una scena del telethon che coinvolge il Dr. Leon Zemlich che offre degli incentivi medici in cambio di una delle azioni di Canale 62; una radiografia del torace gratis e un clistere gratis.
- Due lunghe sequenze di "Town Talk" con l'ospite Joe Early l'insegnante di falegnameria, dopo che Joe accidentalmente si taglia il pollice sulla sega da tavolo, in entrambe mostra un trapano a colonna.
- Una scena in cui Stanley Spadowski macina la sua mano in un tritacarne.
- Una serie di scene che mostra una receptionist di nome Elaine, che lavora con Teri. Yankovic menziona nel suo commento che l'attrice non era mai stata informata che le sue scene erano state tolte finché il film fu pubblicato.
- Una scena in cui Richard Fletcher schernisce Noodles MacIntosh.
- Una scena in cui R.J. sta praticando calunnie aggiuntive da usare contro George.
- Una scena in cui Stanley Spadowski offre della panna montata al pubblico.
- Una lunga sequenza dello show di Philo "I segreti dell'universo" il quale mostra la ricetta per fare del plutonio casalingo.
- Una sottotrama in cui il capo delle scommesse rivela di avere una fobia per gli insetti. Questo succede in una scena in cui il capo cerca di aprire la valigia piena del denaro del debito raccolto tramite il telethon di Canale 62, ma invece apre una valigia piena della collezione di insetti di Philo. Il capo delle scommesse va talmente nel panico che guida l'auto verso un precipizio il quale esplode.
- Una scena "romantica" con George e Teri.
- Una lunga sequenza con George e Teri che esplorano la stazione televisiva per la prima volta.
- Una lunga sequenza con l'esibizione dei The Kipper Kids (i due tipi con il mento lungo).
- Kuni rivela come lui e gli altri allievi sapevano dove salvare George in tempo.

L'edizione italiana del DVD non contiene questi contenuti speciali.